# Ensign F1
 Ensign Racing Cars  és el nom d'un equip britànic de cotxes de competició que va arribar a disputar curses a la Fórmula 1.
Va ser fundat l'any 1970 per Morris "Mo" Nunn i després de córrer en categories inferiors van fer el pas cap a la F1 a la temporada 1973.

## A la F1
Va debutar l'1 de juliol al circuit de Paul Ricard disputant el Gran Premi de França de la temporada 1973 de la mà del pilot Rikky von Opel.
Van participar en un total de 99 curses disputades al llarg de deu temporades consecutives (1973-1982) en les que van participar un total de 155 monoplaces, aconseguint com millor classificació un quart lloc (Marc Surer al Brasil'81) i assolint na volta ràpida i un total de dinou punts pel campionat del món de pilots/constructors.
La seva última cursa disputada va ser el Gran Premi de Las Vegas del 1982, deixant la competició en finalitzar la temporada.

### Resum
| Curses: | Victòries: | Pòdiums: | Poles: | Voltes ràpides: | Punts: |
| ------- | ---------- | -------- | ------ | --------------- | ------ |
| 99      | 0          | 0        | 0      | 1               | 19     |